# Jill Kintner
Jill Kintner, född den 24 oktober 1981 i Seattle, Washington, är en amerikansk tävlingscyklist som tog brons i BMX vid olympiska sommarspelen 2008 i Peking. 